# سيتشي كونو
سيتشي كونو (باليابانية: 久納誠一؛ بالكانا: くのう せいいち) هو عسكري ياباني، ولد في 4 مارس 1887 في طوكيو في اليابان، وتوفي في 13 مارس 1962.